# Код аэропорта ИАТА
Код аэропорта ИАТА — трёхбуквенный уникальный идентификатор, присваиваемый аэропортам мира Международной ассоциацией воздушного транспорта (ИАТА). Этот код выделяется согласно резолюции ИАТА 763 штаб-квартирой этой организации в Монреале. Коды аэропортов ИАТА используются авиакомпаниями, агентствами по продаже авиабилетов, компьютерными системами бронирования билетов, другими заинтересованными организациями для передачи информации, связанной с организацией коммерческой деятельности в области пассажирских авиаперевозок и со взаимодействием разных предприятий в рамках этой коммерческой деятельности. Список используемых кодов публикуется ИАТА дважды в год и доступен на официальном сайте ИАТА.
На территории бывшего СССР параллельно с кодами аэропортов ИАТА действует внутренняя система кодирования аэропортов, в которой код аэропорта состоит из 3 букв русского алфавита. Эта система построена аналогично системе кодов ИАТА, но является самостоятельной системой.

## Коды ИАТА
Код аэропорта ИАТА состоит из 3 букв латинского алфавита. В отличие от кода аэропорта ИКАО, код аэропорта ИАТА не имеет внутренней структуры. Сочетание из трех букв рассматривается как единое целое. Например, код DME обозначает аэропорт Домодедово, EGO — аэропорт Белгород.
В любой момент времени все используемые в этот момент коды являются уникальными. Однако код, по каким-либо причинам вышедший из употребления, через некоторое время может быть назначен другому аэропорту.
Код ИАТА также присваивается некоторым другим важным транспортным узлам, таким как железнодорожные вокзалы, морские и речные порты, автобусные станции. Например, Ленинградский вокзал в Москве имеет код ZKD.
Города, имеющие больше двух больших аэропортов, имеют собственный код ИАТА. Например Москва имеет код MOW.
Как правило, крупным городам код ИАТА присваивается так, чтобы между названием города и его кодом наблюдалось что-то общее.
В случае переименования города или аэропорта возможно изменение присвоенного этому городу кода. Однако эта процедура является сложной и затратной, поэтому применяется редко. Из-за этого города бывшего СССР, которым в 1990-е годы были возвращены исторические названия, сохраняют коды ИАТА неизменными: Санкт-Петербург — LED (Ленинград), Нижний Новгород — GOJ (Горький), Самара — KUF (Куйбышев), Владикавказ — OGZ (Орджоникидзе), Бишкек — FRU (Фрунзе) и т. д.
В некоторых случаях один и тот же код может использоваться и для обозначения крупного города, и для обозначения одного из аэропортов в этом городе (обычно это самый крупный аэропорт или аэропорт, появившийся раньше других). Например, город Санкт-Петербург и аэропорт Пулково имеют код LED. Находящийся недалеко от Санкт-Петербурга аэропорт Ржевка имеет код RVH.
В континентальной части США и в Канаде коды аэропортов ИАТА — это коды ИКАО, у которых удалена первая буква. В других частях мира это не так.
По состоянию на апрель 2009 года в использовании находятся примерно 11 тысяч кодовых 3-буквенных комбинаций (из общего количества 17 576 возможных комбинаций).

## Внутренняя система кодирования бывшего СССР
Внутренняя система кодирования городов и аэропортов в бывшем СССР построена аналогично кодовой системе ИАТА. Иногда эту систему кодов называют «сиреновской» (от системы бронирования авиабилетов «Сирена»), но это название исторически некорректно — эта система кодирования применялась ещё до появления «Сирены».
Код аэропорта во внутренней системе кодирования состоит из 3 букв русского алфавита. Аналогично кодам ИАТА, кодовая комбинация из 3 букв мыслится как единое целое и не имеет внутренней структуры. Так же, как и в кодах ИАТА, все используемые коды являются уникальными.
Аналогично кодам ИАТА, коды городов по внутренней системе присваивались так, чтобы иметь либо что-то общее с названием города, либо что-то общее с его кодом ИАТА (например, Чита — код ИАТА HTA, внутренний код СХТ). В отличие от кодов ИАТА, при переименовании городов бывшего СССР в 1990-е годы одновременно были изменены их коды во внутренней системе: Санкт-Петербург (Ленинград) — был ЛЕД, стал СПТ, Самара (Куйбышев) — был КУФ, стал СМШ, Екатеринбург (Свердловск) — был СВХ, стал ЕКБ, и т. д.
Многие небольшие города и аэропорты в бывшем СССР не имеют кода ИАТА и имеют только внутренний код.
В конце 1990-х годов в связи с расширением географии полетов крупнейших российских авиаперевозчиков во внутреннюю систему кодов были введены коды для зарубежных городов (например, Барселона — БЦН).
По состоянию на апрель 2009 года в использовании находятся примерно 3 тысячи кодовых комбинаций внутреннего кода.
Внутренний код указывается в Карте объекта учёта Государственного реестра аэропортов РФ. Центр расписания и тарифов ведёт базу данных с кодификаторами пунктов перевозки: городов, авиаперевозчиков, аэропортов, типов воздушных судов и другой информации.